# Pomnik Edwarda Dembowskiego w Krakowie
Pomnik Edwarda Dembowskiego – pomnik znajdujący się w Krakowie, na placu Lasoty, w dzielnicy XIII Podgórze.

Pomnik odsłonięty został w 1966 roku, a wykonany został według projektu Józefa Potępy z brązu w formie popiersia z wyrytym napisem:
EDWARD DEMBOWSKI

25 IV 1822

27 II 1846
Upamiętnia on Edwarda Dembowskiego, polskiego filozofa, publicystę, krytyka literackiego i działacza niepodległościowego, który zginął idąc na czele procesji patriotycznej przez Podgórze.